# Горхолл
Горхо́лл (эст. Linnahall) — культурно-спортивный комплекс в Таллине, Эстония. Был построен в 1980 году. Изначально назывался Дворцом культуры и спорта (эст. Kultuuri- ja Spordipalee), затем получил официальное название Дворец культуры и спорта им. В. И. Ленина (эст. V. I. Lenini nim. Tallinna Kultuuri- ja Spordipalee, также эст. V.I. Lenini nim. Tallinna Linnahall). Расположен на берегу Таллинского залива, рядом с Пассажирским портом и в непосредственной близости от стен Cтарого города. В 1999 году внесён в Регистр памятников культуры Эстонии как памятник архитектуры. Авторы проекта были награждены советскими и международными архитектурными премиями. Регистровый адрес здания: ул. Каласадама 9 / ул. Садама 1.

## История
Ранее на месте Горхолла располагались Бетонный завод «Кукермийт» (производил бетон из сланцевой золы, работал в 1946—1958 гг.), судоверфь, склады и небольшие мастерские. До 1970 года часть территории также занимали военные. Главному архитектору Таллина Дмитрию Брунсу удалось добиться получения всего обширного участка для строительства культурного сооружения. В 1975 году начался снос бывших здесь построек.
Строительство Дворца культуры и спорта им. В. И. Ленина было завершено в 1980 году, когда в Таллине проходила Парусная регата 22-х летних Олимпийских игр, однако оно не было напрямую связано с Олимпиадой. В Советском Союзе в то время было установлено требование, что в каждом городе, население которого превышает 400 000 человек, был спортхолл на 10 000 зрителей. Фактическая численность населения Таллина в 1979 году составляла уже 442 960 человек, но такого спортхолла в столице Эстонской ССР не было. Для его возведения была запрошена помощь у Правительства СССР. Проектирование и строительство нового дворца было объявлено ударной комсомольской стройкой.
Через некоторое время после завершения строительства дворца его стали называть таллинским Горхоллом, а в 1991 году это название стало официальным. На момент открытия  в нём работали 540 человек. Первым мероприятием стало празднование 40-летия Эстонской ССР.
Возведённый Горхолл кардинально изменил повседневную жизнь Таллина. Проводимые в Горхолле концерты были большими событиями в городе. В ледовом холле дворца кроме хоккейных матчей проводились демонстрации мод, различные спортивные мероприятия и рок-концерты, здесь можно было кататься на коньках и горожанам.
По мнению эстонского архитектора Маргит Мутсо, несмотря на художественные достоинства, качество строительства комплекса было низким. Изначально также планировалось, что сцена будет вращаться, но эта идея осталась нереализованной. Однако расположение дворца в контексте города, его продуманная структура, своеобразная архитектура и дизайн интерьера сделали его известным не только в Советском Союзе, но и в мире.
После распада Советского Союза здание использовалось не только по прямому назначению, но и выполняло другие функции. В нём разместились студия звукозаписи, магазины профессионального звукового оборудования и сценического освещения, а также несколько развлекательных заведений, включая ночной клуб «Lucky Luke» (позже «Poseidon») и кафе «Nord Cafe». В его помещениях организовывались ярмарки одежды и промышленных товаров. 
В 2009 году комплекс для выступлений был окончательно закрыт.
В 1999 году Горхолл был оборудован вертолётной площадкой (эст. Tallinn Linnahall Heliport). В 2005 году взлетевший с площадки и взявший курс на Хельсинки вертолёт потерпел крушение в заливе. Регулярные полёты в Хельсинки, которые обслуживала компания «Copterline», продолжались до 2012 года. Комплекс Горхолла был дооборудован небольшим яхтенным портом, который обслуживала компания «Linda Line Shipping» (ликвидирована 2 мая 2019 года).
При инспектировании 6 сентября 2017 года состояние памятника культуры было оценено как плохое.
По состоянию на 2023 год, в Горхолле периодически проходят выставки и экскурсии.

## Архитектура
Массивное железобетонное сооружение в стиле брутализма с элементами советского модернизма вписалось в береговую линию, не нарушая целостности открывающейся с залива панорамы исторической части города. При облицовке использован камень известняковых и доломитных пород местного происхождения, такой же как на таллинских бастионах. Авторы проекта — эстонские архитекторы Райне Карп (Raine Karp) и Рийна Алтмяэ (Riina Altmäe),  дизайнеры интерьера —  Юло Сирп (Ülo Sirp) и Марианн Хакк (Mariann Hakk) .
Территория Горхолла составляет 38 000 м². В здании изначально был зал на 6000 мест, затем пластиковые стулья заменили на 4200 мягких кресел, кафе на 150 мест, ледовый холл на 3000 мест, кегельбан, зал для проведения дискотек и большое количество подсобных помещений. В зале, позади главной сцены, был вывешен гигантский гобелен «Жизнь людей» площадью 503 м² (высота почти 10 м, длина 50 метров, автор — Энн Пыльдрооc) — крупнейшее текстильное произведение искусства в Эстонии. Вокруг зала на воздушной подушке опускалась специальная деревянная стена-мембрана с резиновым низом — это позволяло обеспечить отличную акустику. С каждой из двух сторон зала находились гардеробные помещения по 2700 мест для верхней одежды.

## Награды и премии
Райне Карп и Рийна Алтмяэ были удостоены золотой медали и премии президента Международного союза архитекторов. Авторы проекта Таллинского Горхолла (Дворца культуры и спорта) получили Гран-при биеннале «Interarh-83». В 1984 году коллектив создателей Горхолла стал лауреатом  Государственной премии СССР.

## Перспективы
Недвижимость Горхолла принадлежит городу Таллину, и соответствующая запись в крепостной книге 21 июля 2003 года. С 2 марта 1998 года ею управляло муниципальное акционерное общество «AS Tallinna Linnahall». 30 ноября 2022 года городская управа Таллина решила ликвидировать это предприятие, и 26 июня 2023 года оно было исключено из Бизнес-регистра.
В октябре 2023 года Таллинской горуправой были представлены новые концепции развития территории Горхолла. В её основу были положены необходимость развития современного приморского городского пространства с тем, чтобы в этом месте было больше качественных общественных мест и зелёных зон, и желание связать обновляемый район как со Старым городом, так и с территорией вокруг площади Виру. Мэр Таллина Михаил Кылварт также подчеркнул, что одновременно необходимо развивать недвижимость и на участках, расположенных по правую руку от Горхолла (если стоять лицом к морю).

## Горхолл в кино и видеоклипах
- 2014 год — кадры с Горхоллом появляются в рекламе американского производителя компьютеров «Dell»[26];
- 2015 год — кадры с Горхоллом появляются в клипе «Faded» норвежского диджея и продюсера Алана Уокера[26];
- 2019 год — в июне и июле возле Горхолла и внутри него проходили съемки фильма Кристофера Нолана «Довод». Здание по сюжету выступало в качестве украинской национальной оперы[27];
- 2019 — в Горхолле проходят несколько сцен в 4 сезоне украинского детективного сериала «Нюхач». Там находят труп девушки, которую убийца спрятал в плите ещё при строительстве здания, а также там проходит финальная сцена сезона.
- 2022 год — Горхолл появляется в финальных кадрах финского фильма «Память воды» (фин. «Veden vartija», англ. «Memory of Water») 2022 года[28];
- 2023 год — на территории Горхолла проходили съёмки фильма «Рубеж выживания» (англ. Last Sentinel, эст. «Viimane vahipost», режиссёр Танель Тоом[эст.], производство киностудий «AllfilmKick Film» (Германия) и «Sentinel Entertainment» (Великобритания) при участии «Crossday Productions», «Stigma Films» и «Tallifornia»[29][30].

## Галерея
- Завод «Кукермийт» на территории будущего Горхолла (1948—1950 гг.)
- Горхолл в 2011 году
- Главный вход в 2011 году
- Вертолётная площадка в 2008 году
- Горхолл в апреле 2025 года, вид с пляжа Каларанд